# 必需号海峡

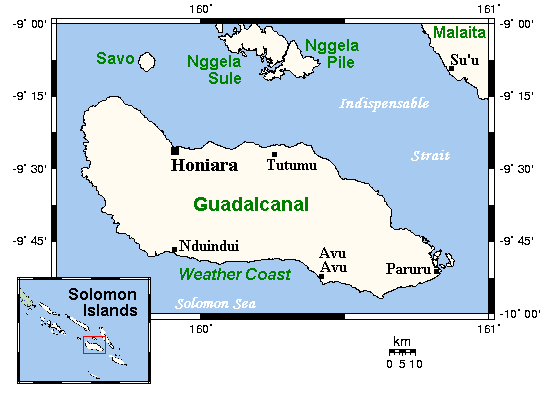
必需号海峡位于瓜达尔卡纳尔岛和马莱塔岛之间

必需号海峡是位于所罗门群岛的海峡，长约200公里，从西北方的圣伊莎贝尔岛延伸至东南方的马基拉岛，其西南方是恩盖拉群岛和瓜达尔卡纳尔岛，东北方是马莱塔岛。
必需号海峡属于从托雷斯海峡到巴拿马运河的商船航线。该海峡是穿越所罗门群岛的3条主要商船航道之一。3条航道中，布干维尔海峡和必需号海峡连通太平洋、所罗门海和珊瑚海，曼宁海峡（Manning Strait）则连通太平洋和新乔治亚海峡（又称“槽海”［The Slot］）。
1794年，商船必需号船长威廉·威尔金森（William Wilkinson）在偶遇该海峡后首次将其标注在欧洲人的地图上。